# Torneo de Kitzbühel 2022
El Generali Open Kitzbühel 2022 fue un torneo de tenis perteneciente al ATP Tour 2022 en la categoría ATP Tour 250. El torneo tuvo lugar en la ciudad de Kitzbühel (Austria) desde el 25 hasta el 30 de julio sobre tierra batida.

## Distribución de puntos
| Modalidad            | Campeón | Finalista | Semifinales | Cuartos de final | 2ª ronda | 1ª ronda | Clasificados | 2ª ronda de clasificación | 1ª ronda de clasificación |
| Individual masculino | 250     | 165       | 100         | 50               | 25       | 0        | 13           | 7                         | 0                         |
| Dobles masculino     | 250     | 150       | 90          | 45               | 20       | 0        | -            | -                         | -                         |

## Cabezas de serie

### Individuales masculino
| Tenista           | Ranking | Preclasificados |
| Casper Ruud       | 5       | 1               |
| Matteo Berrettini | 15      | 2               |
| Roberto Bautista  | 19      | 3               |
| Aslán Karatsev    | 37      | 4               |
| Albert Ramos      | 40      | 5               |
| Tallon Griekspoor | 47      | 6               |
| Pedro Martínez    | 52      | 7               |
| João Sousa        | 58      | 8               |
| Lorenzo Sonego    | 60      | 9               |
| Richard Gasquet   | 64      | 10              |

- Ranking del 18 de julio de 2022.[2]

### Dobles masculino
| Tenista                        | Ranking | Preclasificados |
| Tim Puetz Michael Venus        | 26      | 1               |
| Rohan Bopanna Matwé Middelkoop | 44      | 2               |
| Kevin Krawietz Andreas Mies    | 60      | 3               |
| Sander Gillé Joran Vliegen     | 100     | 4               |

## Campeones

### Individual masculino
Roberto Bautista venció a  Filip Misolic por 6-2, 6-2

### Dobles masculino
Pedro Martínez /  Lorenzo Sonego vencieron a  Tim Puetz /  Michael Venus por 5-7, 6-4, [10-8]